# Igreja Matriz de São Jorge (Ilhéus)
A Igreja Matriz de São Jorge é a mais antiga igreja católica de Ilhéus, município do estado brasileiro da Bahia, e construída em 1556, por isso é um dos mais importantes monumentos históricos e arquitetônicos do município. Está situada no centro de Ilhéus na esquina da Rua Conselheiro Dantas, local de ambientação de histórias contadas nos livros de Jorge Amado.
A igreja apresenta arquitetura colonial e primitiva, sendo uma das mais antigas do país, foi construída no período das capitanias hereditárias em homenagem ao Santo Padroeiro da cidade, São Jorge, a imagem do São Jorge da igreja é diferente do São Jorge das religiões de matriz africana. A edificação abriga no seu interior o Museu de Arte Sacra, fundado no ano de 1970, que possui um acervo com valiosas imagens barrocas, alfaias, objetos para cultos e documentos sacros. Além de peças com valor histórico, antigas e raras.
É uma Igreja de relevante interesse histórico e arquitetônico, com nave, capela-mor, corredor e lateral, sacristia e torre, do lado esquerdo. A fachada tem dois corpos, sendo o principal, emoldurado por cunhais e cornija, e vazado por bela portada, ladeada por duas portas, no térreo, e duas janelas ao nível do coro. A torre possui terminação piramidal e coruchéus nos cantos e arco pleno.
Os cunhais, as cornijas e as cercaduras de portas, as janelas e as seteiras são em cantaria. No interior possui arco cruzeiro, nichos e bacia de púlpito em arenito. O forro dos cantos é redondo, na nave, e em abóbada abatida, na capela-mor. O altar-mor, neoclássico, está incompleto. Entre as imagens da igreja, destacam-se as de São Jorge, um crucifixo, Nossa Senhora do Rosário e São Pedro. Na sacristia e no corredor lateral, utilizado como Museu de Arte Sacra, existem algumas peças de mobiliário. Merecem destaque a cabeça de santa, São Miguel, Nossa Senhora das Neves, Santo Antônio, Santo Inácio e São Caetano, e alfaias de prata.